# 巴音前达门苏木
巴音前达门苏木，是中华人民共和国内蒙古自治区巴彦淖尔市乌拉特后旗下辖的一个乡镇级行政单位。

## 行政区划
巴音前达门苏木下辖以下地区：
乌力吉图嘎查、巴音查干嘎查、巴音呼热嘎查、哈拉图嘎查、巴音哈哨嘎查委员会、巴音高勒嘎查、巴音满都呼嘎查、阿布日勒图嘎查和苏布日格嘎查。